# Recha Freier
Recha Freier (Norden (Province de Hanovre, 29 octobre 1892 - Jérusalem, 2 avril 1984) est militante, écrivaine et musicienne allemande. 
Elle fonde en 1933 l'organisation Youth Aliyah, qui coordonne l'envoi d'enfants juifs en Palestine mandataire. Elle sauve ainsi la vie à près de 7000 d'entre eux avant et pendant l'holocauste.